# Pavel Kulma
Pavel Kulma (* 3. listopadu 1989 Nové Město na Moravě) je český rychlobruslař, držitel několika českých rekordů.
Ve Světovém poháru závodí od roku 2005. Společně s Milanem Sáblíkem a Zdeňkem Haselbergerem tvořil mužské družstvo pod hlavičkou NOVIS týmu trenéra Petra Nováka, které v letech 2007–2010 drželo juniorský světový rekord ve stíhacím závodě družstev (čas 3:55,26 min). Na Akademickém mistrovství světa 2012 získal bronzovou medaili v závodě na 10 000 m, na poloviční trati byl čtvrtý.

## Osobní rekordy
| Závod                  | Čas      | Datum              | Místo       |
| ---------------------- | -------- | ------------------ | ----------- |
| 500 m                  | 38,81    | 6. února 2010      | Calgary     |
| 1000 m                 | 1:15,95  | 24. ledna 2009     | Klobenstein |
| 1500 m                 | 1:52,94  | 30. ledna 2010     | Calgary     |
| 3000 m                 | 3:54,49  | 6. února 2010      | Calgary     |
| 5000 m                 | 6:38,55* | 17. listopadu 2007 | Calgary     |
| 10 000 m               | 14:18,05 | 28. listopadu 2010 | Hamar       |
| stíhací závod družstev | 3:55,26* | 18. listopadu 2007 | Calgary     |

* = český rekord

## Umístění
| Sezóna  | ME víceboj | MS juniorů                                   |
| ------- | ---------- | -------------------------------------------- |
| 2005/06 | —          | 50. víceboj 12. stíh. závod                  |
| 2006/07 | —          | 49. víceboj 11. stíh. závod                  |
| 2007/08 | —          | 39. víceboj 7. stíh. závod                   |
| 2008/09 | —          | 28. 1000 m 33. 1500 m 12. 5000 m 16. víceboj |
| 2009/10 | —          | —                                            |
| 2010/11 | —          | —                                            |
| 2011/12 | —          | —                                            |
| 2012/13 | —          | —                                            |